# Euphorbia sanctae-catharinae
Euphorbia sanctae-catharinae är en törelväxtart som beskrevs av A.-A. Fayed. Euphorbia sanctae-catharinae ingår i släktet törlar, och familjen törelväxter. Inga underarter finns listade i Catalogue of Life.